# كرايغ يونغ
كرايغ يونغ (4 أبريل 1990 في أيرلندا الشمالية - ) (بالإنجليزية: Craig Young)‏ هو لاعب كريكت بريطاني. شارك مع منتخب أيرلندا للكريكت. أما مع النوادي، فقد لعب مع نادي مقاطعة هامبشاير للكريكت ‏ ونادي مقاطعة ساسكس للكركيت ‏.

## وصلات خارجية
- كرايغ يونغ على موقع إي آس بي آن كريك إنفو (الإنجليزية)